# منصوره رحماندوست
منصوره رحماندوست متولد ۱۳۳۵ روان‌شناس و کارشناس مسایل خانواده و خواهر مصطفی رحماندوست می‌باشد. 
او همسر شهید ترابی و در سال ۱۳۹۰ سرپرست امور زنان وزارت آموزش و پرورش بوده است.
ایشان دارای مطالعات حوزوی و همچنین تحصیلات دانشگاهی در رشتهٔ روان‌شناسی بالینی و مدیریت می‌باشد.
او در برنامه‌های متعدد رادیویی و تلویزیونی به مسایل مختلف زناشویی و ازدواج پرداخته‌است   و دارای مقالات متعددی در مطبوعات کشور است. 

## کتاب ها
- شناخت تفاوت های زن و مرد جهت بهبود زندگی مشترک نشر نیستان
- انتخاب عاقلانه نشر نغمات